# 定恵院
定恵院（じょうけいいん、永正16年（1519年）- 天文19年6月2日（1550年7月15日））は、戦国時代の女性。甲斐国の戦国大名武田信虎の長女。今川義元の正室。武田信玄・武田信繁・武田信廉らの姉にあたる。実名は不明。

## 生涯
永正16年（1519年）、武田信虎の長女として生まれる。母は大井の方で、信玄の同母姉にあたる。
天文6年（1537年）2月10日、18歳で今川義元（18歳）に嫁いだ。義元は前年に花倉の乱を経て家督に就いたばかりであり、武田家との甲駿同盟を固める婚姻であった。しかし、この婚姻に対して武田家とは長らく敵対関係にあった相模の北条氏綱が激怒し、駿河国に侵攻して興津辺りまでを焼き払うという事件が起きた（河東一乱）。信虎が義元支援のため須走口まで出馬するが、富士川以東（河東）は北条氏に占領され、駿相の敵対関係は10年近く続くことになる。
天文7年（1538年）、定恵院は義元との間に長男今川氏真を生んだ。その後、娘の嶺松院・隆福院が生まれている。天文10年（1541年）6月、父信虎は娘夫婦と会うために駿河を訪問しているが、嫡男・晴信によって帰国を拒絶され、そのまま駿河に滞在することとなった。
天文19年（1550年）6月2日（6月10日とも）に死去した。享年32。法名は定恵院殿南室妙康大禅定尼。
死後、甲駿同盟を維持するために、天文21年（1552年）11月に、娘・嶺松院が甥・武田義信の許に嫁いだ。いとこ同士の結婚である。ついで弟・信玄の娘の黄梅院（定恵院の姪）が北条氏政に、北条氏康の娘の早川殿が氏真に嫁ぐことで、後の甲相駿三国同盟へと繋がっていった。

## 系譜
父母
- 父：武田信虎
- 母：大井の方

夫
- 今川義元

子女
- 今川氏真
- 嶺松院
- 隆福院